# Andreas Osiminka
Andreas Osiminka, magyarosan Osiminka András (Bécs, 1720. november 19. – 1800) bölcseleti doktor, Jézus-társasági áldozópap és tanár.

## Élete
Magyar származású szülők gyermeke. Fiatalkorában hosszabb időt töltött Magyarországon. 1736. október 14-én lépett a rendbe; grammatikát, humaniorákat és retorikát tanított. Ezután bölcseleti doktor lett és ugyanezen tantárgyat és az etikát 1752-53-ban Kassán és Győrött tanította. Később német hitszónok volt több évig Budán, Stájerországban, Pozsonyban, Laibachban, Varasdon, Nagyszombatban; teológiatanár Klagenfurtban, Laibachban és végül az egyházjogot adta elő Budán. A rend feloszlatása (1773) után meghalt 1800-ban.

## Munkái
- Glaubens- und Sitten-Lehr von den Geniessung des Fronleichnambs Christi bey dessen hochfeyerlichen Fest-Begängnuss und Umgang in kurzer Anrede vorgetragen. Caschau, 1752
- Glaubens-Lehr von Geniessung des allerheiligsten Sacrament des Altars, am hohen Fest-Tag des H. Fronleichnambs Christi, bey dessen Hochfeyerlichen Umgang vorgetragen in Caschau. Caschau, 1753
- Glaubens-Streit wider das Abendmahl deren Evangelischen u. Reformirten an dem hohen Fest-Tag des heiligen Fronleichnahms Cristi bey dessen hoch-feyerlichen Umgang in Raab vorgetragen Allda (Raab). 1755
- Lob- und Danck-Rede, von der im Jahr 1686. glücklich eroberten Haupt-Stadt und Vestung Ofen, da dero feyerlicher Jahrs-Tag mit allgemeinen u. offentlichen Danck-Fest den anderten September 1756. begangen wurde. Ofen, 1756
- Zweyfache Todes-Angst, des vermenschten Gottes und des christlichen Menschen in einer Trauer- und Trost-Rede verfasset, und in dem Gottes-Haus der Gesellschaft Jesu in Gran am 5. Sonntag in der Fasten, am 5. April 1767 feyerlichst beginge… Ofen
- Schwäche und Stärke des Glaubens in dem Grossen Blut-Zeugen Antoninus Neurot von Ripolis auss dem heiligen Prediger-Orden am sechsten Sonntag nach Ostern, als dessen Heilig-Sprechung in dem herrlichen Gottes-Haus der Wohl-Ehrwürdigen Väter des bemäldten heiligen Ordens in der königl. Frey-Stadt Pest den 31. May 1767. mit feyerlichsten Gepränge begangen wurde, vorgestellet. Ofen
- Ein freyer Diener Gottes, und Dienstbarer Sohn Mariä, der selige Simon de Roxas, als dessen Selig-Sprechung, in der Kirche zu klein Maria-Zell bey Alt-Ofen den 8. Herbstmonats 1767 feyerlich begangen wurde in einer Lobrede vorgestellet. Pest
- Lobrede auf den h. Joseph von Calasanz, Stifter des preiswürdigsten Ordens der frommen Schulen, als das Fest seiner Heiligsprechung den 27. August 1768. in Pest begangen wurde, gehalten. Pest